# Pectoral (protection)

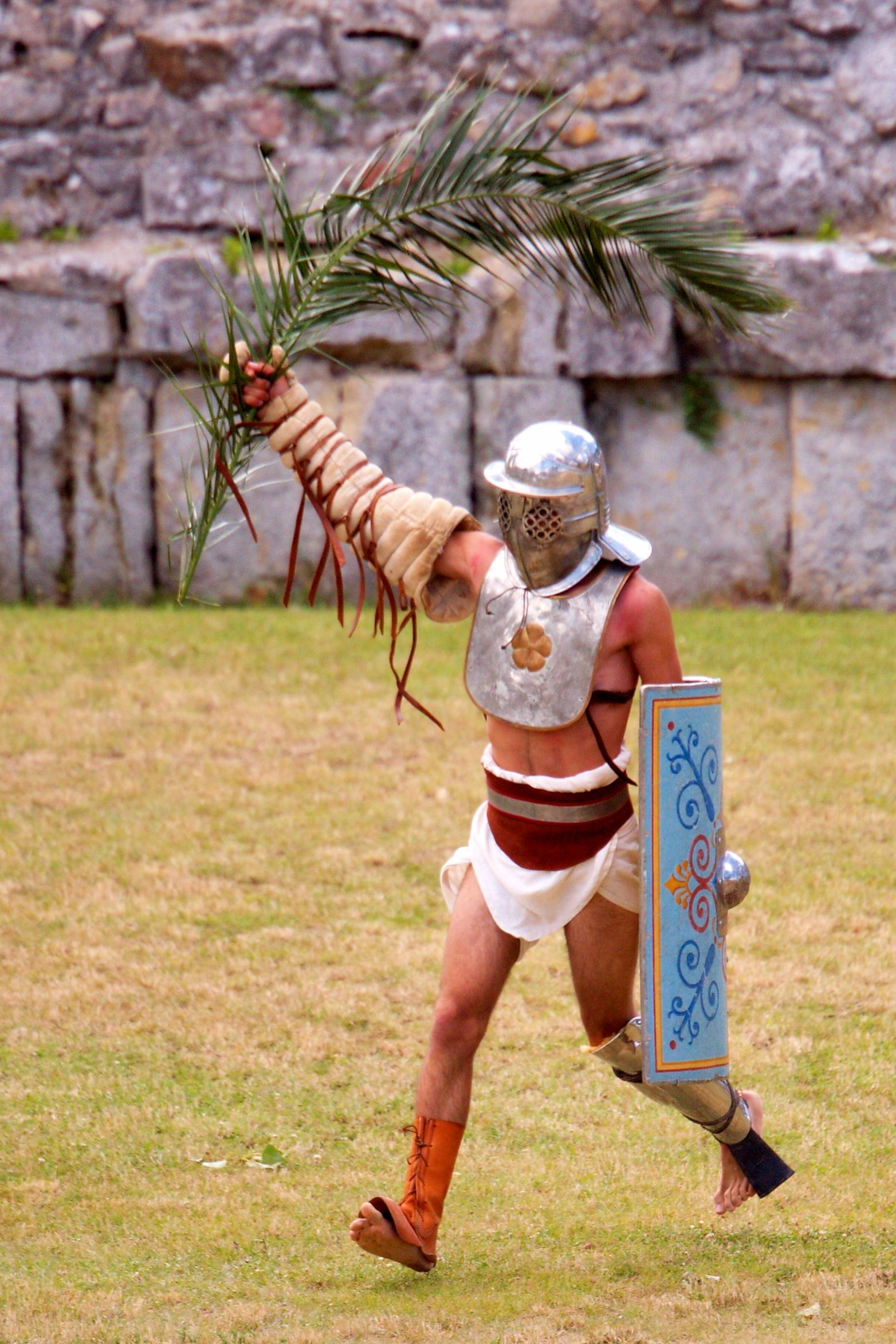
Un Provocator portant un pectoral

Le pectoral est une protection en métal sous la forme d'un plastron qui se fixe dans le dos par deux lanières croisées pour protéger la poitrine notamment du provocator.